# Le Discours philosophique de la modernité
 (juin 2012).

Le Discours philosophique de la modernité est le titre de la traduction en français (1988) de l'essai de Jürgen Habermas, Der philosophische Diskurs der Moderne (1985).
Cet essai est basé sur une série de conférences données dans le cadre de la Théorie de l'agir communicationnel par Habermas au cours des années précédant sa publication.

## Synopsis
Le Discours philosophique de la modernité traite principalement du concept de raison et de ses différents apports et évolutions depuis l'avènement de la modernité.
Plus précisément, Habermas se penche d'abord sur la pensée et la place occupée par la raison dans l'œuvre de philosophes tels que Kant, Hegel, Nietzsche, avant de porter son analyse sur des penseurs du vingtième siècle tels que Adorno, Horkheimer, Heidegger, Derrida, Foucault, etc.
Dans l'ensemble, la perspective est plutôt critique, et ce, principalement à l'égard des penseurs plus récents laissant la place de la raison reculer dans leur pensée.
La fin du livre laisse place à un apport positif de Habermas qui en profite pour poser les bases de ce qui, pour lui, devrait constituer la raison moderne (on s'approche ainsi de la théorie de l'agir communicationnel).